# Boris Kirpikow
Boris Pietrowicz Kirpikow (ros. Борис Петрович Кирпиков, ur. 24 czerwca 1919 we wsi Filkino (obecnie część miasta Sierow), zm. 10 stycznia 2005 w Moskwie) – radziecki generał porucznik, Bohater Związku Radzieckiego (1945).

## Życiorys
Miał wykształcenie średnie. Od 1938 służył w Armii Czerwonej, w 1940 ukończył szkołę artylerii w Podolsku, po czym został skierowany na Daleki Wschód jako dowódca plutonu w pułku artylerii, w końcu 1942 objął funkcję szefa sztabu dywizjonu. Od marca 1943 uczestniczył w wojnie z Niemcami, walczył w bitwie pod Kurskiem, później brał udział w walkach na Białorusi i Polsce, forsowaniu Dniepru, Wisły, Odry i szturmie Berlina m.in. jako dowódca 86 brygady artylerii ciężkiej 5 Dywizji Artylerii 4 Korpusu Artylerii Przełamania 3 Armii Uderzeniowej 1 Frontu Białoruskiego. W kwietniu 1945 został ciężko ranny. Do 1950 służył w Grupie Wojsk Radzieckich w Niemczech, w 1956 ukończył Wojskową Akademię Dowódców Artylerii im. Dzierżyńskiego, zajmował stanowiska dowódcze w artylerii, w 1964 był komenderowany służbowo do Egiptu. W 1956 objął dowództwo 10 Korpusu Obrony Przeciwlotniczej 1 Armii Obrony Przeciwlotniczej Specjalnego Przeznaczenia Moskiewskiego Okręgu Obrony Przeciwlotniczej (ze sztabem w mieście Dołgoprudnyj), 1975-1978 zajmował inne stanowiska w wojskach obrony przeciwlotniczej, w 1978 zakończył służbę wojskową w stopniu generała porucznika. W latach 1954–1958 był deputowanym do Rady Najwyższej ZSRR 4 kadencji. W 1985 otrzymał honorowe obywatelstwo miasta Sierow. W 2013 jego imieniem nazwano 4 Brygadę Obrony Przeciwlotniczej.

## Odznaczenia
- Złota Gwiazda Bohatera Związku Radzieckiego (31 maja 1945)
- Order Lenina
- Order Rewolucji Październikowej
- Order Czerwonego Sztandaru (dwukrotnie)
- Order Suworowa III klasy
- Order Wojny Ojczyźnianej I klasy (dwukrotnie)
- Order Wojny Ojczyźnianej II klasy
- Order Czerwonej Gwiazdy (dwukrotnie)
- Medal „Za zasługi bojowe”
- Medal 100-lecia urodzin Lenina
- Medal „Za zwycięstwo nad Niemcami w Wielkiej Wojnie Ojczyźnianej 1941–1945”
- Medal „Za wyzwolenie Warszawy”
- Medal „Za zdobycie Berlina”
- Medal za Odrę, Nysę, Bałtyk (Polska Ludowa)

I inne.